# Muhammed Lawal
Muhammed Lawal Adekunle (Murfreesboro, 11 de janeiro de 1981) é um lutador americano de artes marciais mistas e de wrestling profissional. Atualmente trabalha para a Bellator Fighting Championships como lutador de MMA e para a Total Nonstop Action Wrestling (TNA) como lutador de wrestling.
Ele é ex-Campeão Meio-Pesado do Strikeforce. Apelidado de King Mo, ele é ex-tri-campeão nacional sénior de wrestling dos Estados Unidos. Ele lutou na University of Central Oklahoma por três anos (2000 a 2002) ganhando o NCAA division II national championship em 2002 e um registro compilar no total de 103-22.

## Wrestling
Depois de terminar com a NCAA Division 2 National Championship em 2002, Mo mudou-se para a Divisão 1 para seu último ano de faculdade. Lawal tornou-se campeão da Big 12 Conference e Division 1 All-American em 2003, pelo estado de Oklahoma, onde terminou em terceiro lugar para a divisão libra 197. Ele também foi o University Freestyle National Champion de 185 libras este ano.
Após a faculdade, Lawal mudou-se para entrar no recém-formado  Real Pro Wrestlingleague e tornou-se o campeão da classe de peso 184 libras em 2004. Ele também mudou-se para tornar-se o Campeão Nacional Sênior dos Estados Unidos na luta livre três vezes, em 2005,2006 e 2008. Por mais de três anos, Lawal foi o lutador número um classificado nos Estados Unidos na divisão de até 84 kg.
Após estreita entrada que faltava para os Jogos Olímpicos de 2008, para o qual ele foi favorecido um ponto, Lawal decidiu entrar para o mundo das artes marciais mistas.

## Artes marciais mistas

### Japão
Em 2008, fez sua estreia no MMA, no Sengoku 5. Lawal lutou contra  Travis Wiuff, um veterano de 66 lutas no momento, nocauteando-o no primeiro round.
No Sengoku 6, Lawal lutou contra Fábio Silva em 1 de novembro de 2008, derrotando-o no terceiro round através de strikes.
Em 4 de janeiro de 2009 Lawal enfrentou Yukiya Naito no Sengoku Rebellion 2009, derrotando-o no primeiro round com socos.
Em 20 de março de 2009 no Sengoku 7, Lawal venceu Ryo Kawamura por decisão unânime. Sua primeira vez o curso a distância, Lawal atribuiu seu desempenho a uma lesão no joelho obtido cerca de uma semana antes da luta, " eu meio que mexi rolando (com Dean Lister), e eu tentei reabilitação tanto quanto eu podia antes da luta ".

### M-1 Global
Em 28 de agosto de 2009 Lawal lutou pela primeira vez em solo americano contra Mark Kerr no M-1 Breakthrough Presents Global. Lawal venceu Kerr por nocaute técnico aos 25 segundos de luta.

### Strikeforce
Em 13 de outubro de 2009, foi anunciado que Lawal tinha assinado um contrato multi-luta com a promoção americana Strikeforce. O contrato permitiu-lhe continuar a lutar no circuito japonês, onde ele ganhou sua notoriedade.
Em 19 de dezembro no Strikeforce: Evolution, Lawal lutou contra Mike Whitehead, derrotando-o três minutos e oito segundos em uma volta por KO (socos). Lawal chegou mostrando as mãos relaxadas e socos contra forte e pegou Whitehead com uma direita forte que ele caiu. Lawal seguiu com três socos causando o árbitro a parar a luta.
Em 17 de abril de 2010, Lawal venceu Gegard Mousasi por decisão unânime, ganhando o Cinturão Peso Meio Pesado do Strikeforce.
Lawal perdeu o Cinturão Peso Meio Pesado do Strikeforce em Houston, Texas em 21 de agosto, contra Rafael Cavalcante por nocaute técnico devido a socos e cotoveladas de 1:14 no round 3.
Lawal estava fora de ação até meados de 2011, após passar por uma cirurgia para reparar uma lesão no joelho.
Lawal foi programado para lutar contra Roger Gracie no Strikeforce: Fedor vs Henderson em 30 de julho de 2011. Gracie, no entanto, retirou-se da disputa no final de junho, devido a uma lesão. A luta foi remarcada para o Strikeforce World Grand Prix: Barnett vs Kharitonov em 10 de setembro de 2011, e Lawal venceu por KO no primeiro round.
Lawal conseguiu sua segunda vitória seguida derrotando o então invicto Lorenz Larkin no Strikeforce: Rockhold vs Jardine via KO no segundo round. No entanto, Lawal testou positivo para esteróides anabolizantes (Drostanolone) e, como resultado da substância proibida, o resultado da luta foi alterado para sem vencedor enquanto Lawal terá sua licença suspensa por um ano. Após o Nevada State Athletic Commission em 27 março de 2012 a sua suspensão foi reduzida para nove meses.
Lawal foi liberado da Strikeforce depois dos seguintes comentários que ele fez no Twitter sobre Pat Lundvall depois de sua audição para o seu teste de drogas. Lawal disse: "Ele me perguntou se eu fiz a pesquisa para a minha formação. Que eu não entendi o que ela quis dizer com a pergunta, e ela revirou os olhos e perguntou: 'Você fala Inglês? Você sabe ler?" Eu senti que foi desrespeitado por comentários da mulher. Como é que você vai fazer uma faculdade educada, bem viajou homem se ele pode falar ou ler em Inglês? Estou falando Inglês direito na frente de você e eu tenho direito de falar em Inglês frente de você para os últimos 15 minutos ". Após a demissão, Lawal emitiu um pedido de desculpas a Lundvall, afirmando: "Eu estava fora da linha para chamar a mulher do b-palavra e eu estava errado por isso. Eu estava meio bravo com os comentários, eu estava ofendido com os comentários feitos em relação a mim e eu estava fora de linha. que eu era muito emocional. peço desculpas por isso. Com isso dito, eu ainda sinto que foi ofendido, mas eu estou no errado para o que eu disse ".

### Bellator
Em 10 de maio de 2012, foi relatado que Lawal tinha assinado um contrato com a promoção de artes marcias mistas Bellator Fighting Championships.

### Torneio da 8° Temporada
Em 24 de janeiro de 2013, Lawal fez sua estréia Bellator como participante no Torneio de Meio Pesados da 8ª Temporada. Ele derrotou o Przemyslaw Mysiala nas quartas-de-final, com um gancho de direita. No dia 21 de Fevereiro, Lawal encarou Emanuel Newton no Bellator 90, luta válida pela Semifinal do Torneio do Meio-Pesado. Apesar de ser um grande favorito, Lawal foi nocauteado com um soco giratório no 1°round.

### Torneio de Verão
Lawal Competiu no Torneio Meio Pesado da Temporada de Verão de 2013. Ele enfrentou Seth Petruzelli na rodada de abertura do torneio de 4 Lutadores no Bellator 96, em 19 de junho de 2013, ele ganhou a luta por nocaute no 1°round.
Lawal enfrentou na Final do Torneio Jacob Noe no Bellator 97. Ele venceu por nocaute técnico devido a socos no 3°round, sendo assim, ganhando o Torneio Meio Pesado da Temporada de Verão de 2013.

### Disputa do Cinturão Interino
Lawal enfrentou Emanuel Newton em uma revanche valendo o Cinturão Meio Pesado Interino do Bellator, em 2 de novembro de 2013 no Bellator 106, acabou derrotado por decisão unânime.

### Torneio da 10° Temporada
Lawal disputou a semifinal do Torneio dos Meio-Pesados da 10° Temporada, enfrentando o Russo Mikhail Zayats, no Bellator 110. Venceu por decisão unânime.
Na final do Torneio, ele enfrentou o ex-Campeão Meio Pesado do UFC e veterano do Pride Quinton Jackson. Ele perdeu por decisão unânime.
Lawal era esperado para enfrentar o veterano do UFC Tom DeBlass em 5 de setembro de 2014 no Bellator 123, no entanto, ele saiu da luta lesionado e foi substituído por Joe Vedepo. Ele venceu por nocaute técnico.
A luta seguinte de Lawal foi nos pesados contra Cheick Kongo em 27 de fevereiro de 2015 no Bellator 134 e ele venceu por decisão dividida.

## Wrestling profissional
Lawal foi um fã de wrestling profissional desde criança. Após se formar na faculdade, Lawal foi oferecido um contrato pela promoção de wrestling profissional World Wrestling Entertainment. Lawal passou uma semana no Ohio Valley Wrestling, território de desenvolvimento da WWE, antes de rejeitar a oferta de contrato, em vez de optar por seguir uma carreira nas artes marciais mistas.

### Total Nonstop Action Wrestling
Em maio de 2012, após assinar com o Bellator Fighting Championships, Lawal também assinou um contrato separado com a promoção de wrestling  profissional Total Nonstop Action Wrestling (TNA), com a intenção de, simultaneamente, seguir carreira em artes marciais mistas e wrestling profissional. Lawal afirmou que ele deve aparecer com a TNA "duas ou três vezes por mês ou sempre que eles podem reservar-me" e que "se eu tiver uma próxima luta, eu não vou fazer shows ou gravando". Em setembro de 2012, foi relatado que Lawal iria treinar como um lutador profissional na Ohio Valley Wrestling, território de desenvolvimento da TNA em Louisville, Kentucky.
No episódio de 27 de setembro do Impact Wrestling, o Gerente geral Hulk Hogan anunciou que Lawal serviria como um "fiscal convidado especial" para uma luta entre Bobby Roode e James Storm no pay-per-view Bound for Glory em 14 de outubro de 2012. Lawal fez sua estréia na TNA na semana seguinte, tendo um confronto com Roode.

### No Wrestling

#### Movimentos de finalização e característicos
- Garvin Stomp
- Royal Flush
- Royal Pain

## Vida pessoal
Os pais de Lawal são imigrantes da Nigéria. Lawal nasceu em Nashville, Tennessee. Ele tem um irmão mais novo chamado Abdullah e uma irmã mais nova chamada Aminat. Os três foram criados por uma mãe solteira, "Minha mãe (Nike Rosseau) praticamente levantou todos nós. Meu pai nunca estava por perto." O pai de Muhammed Lawal se suicidou quando tinha vinte anos de idade.
Depois de sua luta com Larkins, Lawal foi diagnosticado com aureus obtidos de uma cirurgia no joelho. Lawal teve uma febre de 39 graus, e que a infecção comeu afastado em partes de seu quadril e pernas, "Eu tive esse momento onde eu estava como, homem, eu posso ver o meu osso do quadril. Fui arrancado ainda. Tive um período de oito embalar. Mas não é o meu osso do quadril. olhei para a minha perna, e parecia que os zumbis de The Walking Dead . Sinto como se olhou a morte de frente, e eu sobrevivi ".

## Cartel do MMA
| Cartel no MMA                                 |             |                                                         |
| Erro de expressão: Operador < inesperado luta | 21 vitórias | Erro de expressão: Palavra "wa" não reconhecida derrota |
| Por nocaute                                   | 13          | 3 wa                                                    |
| Por finalização                               | 0           | 0                                                       |
| Por decisão                                   | 8           | 3                                                       |
| No contest                                    | 1           | 1                                                       |

| Res.    | Cartel   | Oponente            | Método                                | Evento                                        | Data       | Round | Tempo | Local                   | Notas                                                                 |
| ------- | -------- | ------------------- | ------------------------------------- | --------------------------------------------- | ---------- | ----- | ----- | ----------------------- | --------------------------------------------------------------------- |
| Derrota | 21-7 (1) | Ryan Bader          | Nocaute Técnico (socos)               | Bellator 199: Bader vs. King Mo               | 12/05/2018 | 1     | 0:15  | São José, California    | Quartas-de-final do Grand Prix dos Pesados.                           |
| Vitória | 21-6 (1) | Quinton Jackson     | Decisão (unânime)                     | Bellator 175                                  | 31/03/2017 | 3     | 5:00  | Rosemont, Illinois      |                                                                       |
| Derrota | 20-6 (1) | Mirko Filipović     | Nocaute Técnico (socos)               | Rizin World Grand-Prix 2016: Quartos de final | 29/12/2016 | 2     | 1:41  | Saitama                 | Quartos de final do 2016 Rizin Open-Weight Grand Prix.                |
| Vitória | 20-5 (1) | Satoshi Ishii       | Decisão (unânime)                     | Bellator 169                                  | 16/12/2016 | 3     | 5:00  | Dublin                  |                                                                       |
| Derrota | 19-5 (1) | Phil Davis          | Decisão (unânime)                     | Bellator 154                                  | 14/05/2016 | 3     | 5:00  | San José, Califórnia    |                                                                       |
| Vitória | 19-4 (1) | Jiří Procházka      | Nocaute (socos)                       | Rizin FF - Rizin Fighting Federation 2        | 31/12/2015 | 1     | 5:09  | Saitama                 |                                                                       |
| Vitória | 18-4 (1) | Teodoras Aukstuolis | Decisão (unânime)                     | Rizin FF - Rizin Fighting Federation 2        | 31/12/2015 | 2     | 5:00  | Saitama                 |                                                                       |
| Vitória | 17-4 (1) | Brett McDermott     | Nocaute (socos)                       | Rizin FF - Rizin Fighting Federation 1        | 29/12/2015 | 1     | 9:10  | Saitama                 |                                                                       |
| Vitória | 16-4 (1) | Linton Vassell      | Decisão (unânime)                     | Bellator 142 - Dynamite                       | 19/09/2015 | 2     | 5:00  | San José, Califórnia    |                                                                       |
| Vitória | 15-4 (1) | Cheick Kongo        | Decisão (dividida)                    | Bellator 134                                  | 27/02/2015 | 3     | 5:00  | Uncasville, Connecticut | Luta no Peso Pesado.                                                  |
| Vitória | 14-4 (1) | Joe Vedepo          | Nocaute Técnico (socos)               | Bellator 131                                  | 15/11/2014 | 3     | 0:39  | San Diego, California   |                                                                       |
| Vitória | 13-4 (1) | Dustin Jacoby       | Nocaute Técnico (socos)               | Bellator 123                                  | 05/09/2014 | 2     | 1:13  | Uncasville, Connecticut |                                                                       |
| Derrota | 12-4 (1) | Quinton Jackson     | Decisão (unânime)                     | Bellator 120                                  | 17/05/2014 | 3     | 5:00  | Southaven, Mississippi  | Final do Torneio de Meio Pesados da 10ª Temporada.                    |
| Vitória | 12-3 (1) | Mikhail Zayats      | Decisão (unânime)                     | Bellator 110                                  | 28/02/2014 | 3     | 5:00  | Uncasville, Connecticut | Semifinal do Torneio de Meio Pesados da 10ª Temporada.                |
| Derrota | 11-3 (1) | Emanuel Newton      | Decisão (unânime)                     | Bellator 106                                  | 02/11/2013 | 5     | 5:00  | Long Beach, California  | Pelo Cinturão Meio Pesado Interino do Bellator.                       |
| Vitória | 11-2 (1) | Jacob Noe           | Nocaute Técnico (socos)               | Bellator 97                                   | 31/07/2013 | 3     | 2:51  | Rio Rancho, New Mexico  | Final do Torneio Meio Pesado da Temporada de Verão de 2013.           |
| Vitória | 10-2 (1) | Seth Petruzelli     | Nocaute (soco)                        | Bellator 96                                   | 19/06/2013 | 1     | 1:35  | Thackerville, Oklahoma  | Semifinal do Torneio de Meio Pesados da Temporada de Verão de 2013.   |
| Derrota | 9-2 (1)  | Emanuel Newton      | Nocaute (soco rodado)                 | Bellator 90                                   | 21/02/2013 | 1     | 2:35  | West Valley City, Utah  | Semifinal do Torneio de Meio Pesados da 8ª Temporada.                 |
| Vitória | 9-1 (1)  | Przemyslaw Mysiala  | Nocaute Técnico (socos)               | Bellator 86                                   | 24/01/2013 | 1     | 3:52  | Thackerville, Oklahoma  | Quartas de Final do Torneio de Meio Pesados da 8ª Temporada.          |
| NC      | 8-1 (1)  | Lorenz Larkin       | Sem Resultado (mudada pela NSAC)      | Strikeforce: Rockhold vs. Jardine             | 07/01/2012 | 2     | 1:32  | Las Vegas, Nevada       | Originalmente venceu por nocaute; Lawal testou positivo no antidoping |
| Vitória | 8-1      | Roger Gracie        | Nocaute (socos)                       | Strikeforce: Barnett vs. Kharitonov           | 10/09/2011 | 1     | 4:37  | Cincinnati, Ohio        |                                                                       |
| Derrota | 7–1      | Rafael Cavalcante   | Nocaute Técnico (socos e cotoveladas) | Strikeforce: Houston                          | 21/08/2010 | 3     | 1:14  | Houston, Texas          | Perdeu o Cinturão Meio Pesado do Strikeforce.                         |
| Vitória | 7-0      | Gegard Mousasi      | Decisão (unânime)                     | Strikeforce: Nashville                        | 17/04/2010 | 5     | 5:00  | Nashville, Tennessee    | Ganhou o Cinturão Meio Pesado do Strikeforce.                         |
| Vitória | 6-0      | Mike Whitehead      | Nocaute (socos)                       | Strikeforce: Evolution                        | 19/12/2009 | 1     | 3:08  | San José, Califórnia    | Luta no Peso-Pesado.                                                  |
| Vitória | 5-0      | Mark Kerr           | Nocaute (socos)                       | M-1 Global: Breakthrough                      | 28/08/2009 | 1     | 0:25  | Kansas City, Kansas     | Luta no Peso-Pesado.                                                  |
| Vitória | 4-0      | Ryo Kawamura        | Decisão (unânime)                     | Sengoku 7                                     | 20/03/2009 | 3     | 5:00  | Tóquio                  |                                                                       |
| Vitória | 3-0      | Yukiya Naito        | Nocaute Técnico (socos)               | Sengoku no Ran 2009                           | 04/01/2009 | 1     | 3:54  | Saitama                 |                                                                       |
| Vitória | 2-0      | Fabio Silva         | Nocaute Técnico (socos)               | Sengoku 6                                     | 01/11/2008 | 3     | 0:41  | Saitama                 | Luta no Peso Pesado.                                                  |
| Vitória | 1-0      | Travis Wiuff        | Nocaute Técnico (socos)               | Sengoku 5                                     | 28/09/2008 | 1     | 2:11  | Tóquio                  | Luta no Peso Pesado.                                                  |

## Campeonatos e realizações

### Artes marciais mistas

#### Strikeforce
- Cinturão Peso Meio Pesado do Strikeforce (uma vez)

### Bellator
- Vencedor do Torneio de Meio Pesados da Temporada de Verão 2013 do Bellator

### Wrestling

#### Real Pro Wrestling
- RPW Season One 184 lb National Championship

### Wrestling amador

#### International Federation of Associated Wrestling Styles
- 2005 World Championships (7º lugar)
- 2007 Pan American Championships Senior Freestyle (1º lugar)
- 2006 Dave Schultz Memorial International (1º lugar)

#### USA Senior Freestyle Wrestling
- Vencedor do USA Senior Freestyle National Championship (2005, 2006, 2008)
- Vice-campeão do USA Senior Freestyle National Championship (2007)
- 4º lugar no USA Senior Freestyle National Championship (2003)
- 2º lugar no Olympic Team Trials (2008)
- 2º lugar no Olympic Team Trials Challenge Tournament (2004)
- Campeão do World Team Trials (2005)
- 2º lugar do World Team Trials (2007)
- 3º lugar do World Team Trials (2003,2006)

#### Freestyle University National Championships
- Campeão nacional de 2003

#### National Collegiate Athletic Association
- 3º lugar do NCAA Division I Collegiate National Championship (2003)
- NCAA Division I All-American (2003)
- Big 12 Conference Championship (2003)
- NCAA Division II Collegiate National Championship (2002)
- Vice-campeão doNCAA Division II Collegiate National Championship (2001)
- NCAA Division II All-American (2001, 2002)

#### University Interscholastic League
- UIL High School Texas State Championship (1999)
- Vice-campeão do UIL High School Texas State Championship (1997, 1998)
- UIL High School All-State (1997, 1998, 1999)